# Hôtel du Cygne blanc
L’hôtel du Cygne blanc (chinois simplifié : 白天鹅宾馆 ; chinois traditionnel : 白天鵝賓館 ; pinyin : báitiāné bīnguǎn, également traduit en anglais par « White Swan Hotel ») est un hôtel cinq-étoiles situé au cœur de Canton, Guangdong, Chine. Il est le premier hôtel chinois à appartenir aux Leading Hotels of the World et aussi le premier hôtel entièrement conçu et dirigé par des Chinois.
En 2010, l'hôtel est classé « site historique protégé » au niveau de la municipalité, mais ce classement a fait l'objet de controverses, ses opposants estimant que l'hôtel est trop récent pour être considéré comme un site historique.
Situé sur l'île de Shamian, l'hôtel a accueilli plus de 40 chefs d'État depuis son ouverture en 1983. Les chambres surplombent la rivière des Perles.